# Pohár dobročinnosti 1909
Pohár dobročinnosti 1909 byl ročníkem první zaznamenané pohárové fotbalové soutěže na českém území. Do ročníku 1909 nastoupilo celkem 9 mužstev. Z vítězství se radovala AC Sparta Praha,kterýá porazila ve finále SK Smíchov 3:1.

## Zápasy

### Předkolo
Zápas předkola se odehrál až na druhý pokus. První pokus, který vyhrál tým SK Letná, byl pro nezpůsobilý terén uznán pouze jako přátelský.
| 21. března 1909 |       |          |  |
| Novoměstský SK  | 2 : 3 | SK Letná |  |
|                 |       |          |  |

### Čtvrtfinále
|                 |       |          |  |
| AC Sparta Praha | 5 : 1 | SK Letná |  |
|                 |       |          |  |

|           |       |            |  |
| AFK Kolín | 0 : 3 | SK Smíchov |  |
|           |       |            |  |

|                |       |                |  |
| ČAFC Vinohrady | 1 : 0 | Čechie Smíchov |  |
|                |       |                |  |

|                 |       |                     |  |
| Viktoria Žižkov | 1 : 0 | SK Slavia Praha „B“ |  |
|                 |       |                     |  |

### Semifinále
|            |       |                 |  |
| SK Smíchov | 2 : 0 | Viktoria Žižkov |  |
|            |       |                 |  |

|                 |       |                |  |
| AC Sparta Praha | 2 : 0 | ČAFC Vinohrady |  |
|                 |       |                |  |

### Finále
| 20. května 1909                            |       |                     |                                                |
| AC Sparta Praha                            | 3 : 1 | SK Smíchov          | stadion Slavie diváci: 3 500 rozhodčí: Charles |
| Rudolf Mittermüller 27' Vlk 30' Karlík 88' |       | 45' Alois Kovařovic | stadion Slavie diváci: 3 500 rozhodčí: Charles |